# The Space Between (historieta)
The Space Between fue una serie de historietas de ciencia ficción creadas entre 1987 y 1988 por Miguel Ángel Martín para la revista "Zona 84" de Toutain Editor.

## Trayectoria editorial
The Space Between se publicó en los números 57 a 67 de "Zona 84", siendo objeto de quejas por parte de los lectores a causa de su visión del sexo y la violencia.
Entre 1994 y 1996 fue recopilada en cuatro comic books por La Factoría de Ideas. 